# 틸로 케러
얀 틸로 케러(독일어: Jan Thilo Kehrer, 1996년 9월 21일 ~ )는 독일의 축구 선수로, 현재 프랑스 리그 1의 모나코와 독일 축구 국가대표팀에서 수비수로 활약하고 있다.